# Ranunculus hebecarpus
Ranunculus hebecarpus Hook. & Arn. – gatunek rośliny z rodziny jaskrowatych (Ranunculaceae Juss.). Występuje naturalnie w północno-zachodnim Meksyku (w stanie Kalifornia Dolna) oraz w Stanach Zjednoczonych (w stanach Kalifornia, Oregon oraz południowej części Waszyngtonu). 

## Morfologia
PokrójBylina.
LiścieSą trójdzielne. Mają sercowato nerkowaty kształt. Mierzą 0,5–2,5 cm długości oraz 1,5–3,5 cm szerokości. Nasada liścia ma sercowaty kształt. Brzegi są całobrzegie lub lekko ząbkowane.
KwiatySą żółtego koloru. Mają 5 eliptycznych działek kielicha, które dorastają do 1–2 mm długości. Mają do 5 owalnych płatków o długości 1–2 mm.
OwoceNagie niełupki o długości 2 mm. Tworzą owoc zbiorowy – wieloniełupkę o diskoidalnym kształcie i dorastającą do 3 mm długości.

## Biologia i ekologia
Rośnie na łąkach i polanach w lasach. Występuje na wysokości do 900 m n.p.m. Kwitnie od marca do maja. 